# Mountainbike-Marathon-Weltmeisterschaften 2016
Die UCI-Mountainbike-Marathon-Weltmeisterschaften 2016 fanden am 25./26. Juni in Laissac in Frankreich statt.

## Männer
| Platz | Land | Athlet               | Zeit         |
| ----- | ---- | -------------------- | ------------ |
| 1     | POR  | Tiago Ferreira       | 4:01:57 Std. |
| 2     | AUT  | Alban Lakata         | + 0:19 min   |
| 3     | CZE  | Kristián Hynek       | + 0:56 min   |
| 4     | COL  | Héctor Leonardo Páez | + 1:11 min   |
| 5     | ITA  | Samuele Porro        | + 2:43 min   |
| 6     | RUS  | Alexey Medvedev      | + 2:44 min   |
| 7     | AUT  | Daniel Geismayr      | + 3:16 min   |
| 8     | GER  | Jochen Käß           | + 3:43 min   |
| 9     | USA  | Howard Grotts        | + 4:27 min   |
| 10    | GER  | Markus Kaufmann      | + 4:57 min   |

Datum: 26. Juni 2016

Länge: 90 km
Insgesamt erreichten 120 Fahrer das Ziel. 23 gaben auf.
Der amtierende Weltmeister war Alban Lakata aus Österreich.

## Frauen
| Platz | Land | Athletin            | Zeit         |
| ----- | ---- | ------------------- | ------------ |
| 1     | SUI  | Jolanda Neff        | 3:56:57 Std. |
| 2     | GBR  | Sally Bigham        | + 2:34 min   |
| 3     | FRA  | Sabrina Enaux       | + 5:33 min   |
| 4     | SUI  | Ariane Kleinhans    | + 7:06 min   |
| 5     | ITA  | Mara Fumagalli      | + 8:52 min   |
| 6     | ITA  | Valentina Frasisti  | + 13:12 min  |
| 7     | FRA  | Helene Marcouyre    | + 14:10 min  |
| 8     | AUT  | Christina Kollmann  | + 15:30 min  |
| 9     | DEN  | Annika Langvad      | + 17:20 min  |
| 10    | SUI  | Nathalie Schneitter | + 17:59 min  |

Datum: 26. Juni 2016

Länge: 70 km
Insgesamt erreichten 48 Fahrerinnen das Ziel. 7 gaben auf.
Die amtierende Weltmeisterin war Gunn-Rita Dahle Flesjå aus Norwegen. Sie trat dieses Jahr nicht an.
Die Siegerin Jolanda Neff hatte sich erst kurzfristig zur Teilnahme entschieden. Es war ihr zweiter Einsatz über die Marathon-Distanz. Bei ihrem ersten Start wurde sie im Vorjahr Zweite an der EM.